# Max Euwe
Max Euwe (neerlandès: Machgielis Euwe)  (Amsterdam, 20 de maig de 1901 - Amsterdam, 26 de novembre de 1981) fou un jugador d'escacs neerlandés, que va esdevenir el cinquè jugador de la història en aconseguir el títol de Campió del Món (1935–1937). El 1950 fou un dels 27 primers jugadors guardonats al món amb el títol de Gran Mestre Internacional de la FIDE. Tretze cops Campió dels Països Baixos, va dominar els escacs del seu país durant tres dècades, i té encara actualment el rècord absolut de campionats nacionals neerlandesos,

## Biografia
El Dr. Max Euwe va néixer a Watergraafsmeer, a prop d'Amsterdam. Va estudiar matemàtiques a la Universitat d'Amsterdam, disciplina de la que en va ser mestre; primer a Rotterdam i després al Liceu femení d'Amsterdam.
Va servir-se dels seus coneixements matemàtics en la qüestió de les "posicions infinites" dels escacs, fent ús de la seqüència Thue-Morse.

## Resultats destacats en competició
Va guanyar tots els Campionats d'escacs dels Països Baixos en què va prendre part entre els anys 1921 i 1952, guanyant encara un campionat nacional més l'any 1955. Els unics altres jugadors que van guanyar algun campionat durant aquests anys van ser Salo Landau (1936) i Hein Donner (1954). En total va guanyar el títol 12 vegades, xifra encara rècord.
Va esdevenir Campió del Món amateur el 1928. El 1929 fou 7è al fort Torneig de Carlsbad (el campió fou Aron Nimzowitsch). El 15 de desembre de 1935 va esdevenir el cinquè Campió del món, en vèncer el campió regnant, Aleksandr Alekhin, després d'un matx en què es jugaren 30 partides, disputades a 13 ciutats diferents durant un període de 80 dies.
Va perdre el títol davant el mateix Alekhin, el 1937. Entre el 1943 i 1945 va presidir la Federació Neerlandesa d'escacs.
Després de la mort d'Alekhin el 1946 el títol va quedar vacant i es va organitzar un torneig amb cinc candidats més, per tal que el nou campió sortís d'una contesa oficial l'any 1948, i Euwe va acabar l'últim classificat.
Tot i ser quaranta anys més gran que Bobby Fischer, Euwe encara va tenir la perícia — i sobretot resistència — d'acabar empatant contra el genial estatunidenc (+1-1=1).
El 1953 participà en el Torneig de Candidats de Zuric, un dels torneigs més forts de la història, que serví per determinar l'aspirant al títol al Campionat del món de 1954, però hi fou 14è i penúltim (el guanyador fou Vassili Smislov).
Va jugar el primer tauler representant els Països Baixos en set Olimpíades entre els anys 1927 i 1962, puntuant 10½/15 a Londres (1927), 9½/13 a Estocolm (1937) on va guanyar la medalla de bronze, 8/12 a Dubrovnik (1950), 7½/13 a Amsterdam (1954), 8½/11 a Múnic (1958) on va guanyar la medalla de plata amb 57 anys, 6½/16 a Leipzig de (1960), i 4/7 en la seva última Olimpíada a Varna el 1962. El total de les participacions en les Olimpíades va ser de 54½/87 amb 62,6% de puntuació.
Des del 1970 (quan ja tenia 69 anys) fins al 1980, va ser president de la FIDE, i va jugar un rol molt important en l'organització del famós encontre Borís Spasski-Bobby Fischer.
També va escriure molts llibres sobre els escacs, essent el més famós Oordeel en Plan (Ordre i planificació) i unes sèries sobre obertures.